# Laurent Casimir
Laurent Casimir (Anse-à-Veau, 8 mei 1928 – 1990) was een Haïtiaans kunstschilder.
Casimir verhuisde naar Port-au-Prince in de late jaren 40 en werd er geïntroduceerd aan het Centre d'Art in 1947 door zijn vriend, de kunstschilder Dieudonné Cedor. Van 1950 tot 1956 bezocht hij de Foyer of Fine Arts, dat was gesticht door een groep intellectuelen en moderne artiesten waaronder Cedor.
Casimir was een pionier wat betreft het schilderen van typische Haïtiaanse markttaferelen. Zijn stijl kenmerkt zich door het gebruik van verschillende tinten rood, oranje en geel. In het midden van de jaren 70 woonde hij  in Martissant waar hij zijn werken verkocht in de voorkamer terwijl achteraan in het huis een aantal van zijn leerlingen zijn werken inkleurden. Casimir zou deze werken later zelf signeren.